# Svinná (Vranov)
Svinná je malá vesnice, část obce Vranov v okrese Tachov v Plzeňském kraji. Nachází se 1,5 kilometru jihozápadně od Vranova. Je zde evidováno 29 adres. V roce 2011 zde trvale žilo 46 obyvatel.
Svinná leží v katastrálním území Svinná u Stříbra o rozloze 2,54 km².

## Historie
První písemná zmínka o vesnici pochází z roku 1231.

## Obyvatelstvo
| Rok            | 1869 | 1880 | 1890 | 1900 | 1910 | 1921 | 1930 | 1950 | 1961 | 1970 | 1980 | 1991 | 2001 | 2011 | 2021 |
| -------------- | ---- | ---- | ---- | ---- | ---- | ---- | ---- | ---- | ---- | ---- | ---- | ---- | ---- | ---- | ---- |
| Počet obyvatel | 124  | 102  | 130  | 127  | 121  | 130  | 127  | 75   | 98   | 72   | 56   | 42   | 44   | 46   | 69   |
| Počet domů     | 20   | 21   | 22   | 23   | 22   | 22   | 26   | 20   | 20   | 17   | 15   | 15   | 18   | 19   | 22   |

## Obecní správa
Při sčítání lidu v letech 1850–1920 Svinná byla osadou obce Sytno v okrese Stříbro. V letech 1921–1959 byla samostatnou obcí v okrese Stříbro. V letech 1960–1976 byla částí obce Vranov v okrese Tachov. Od 30. dubna 1976 do 31. prosince 1991 byla částí města Stříbro v okrese Tachov. Od 1. ledna 1992 je opět částí obce Vranov v okrese Tachov.

## Galerie

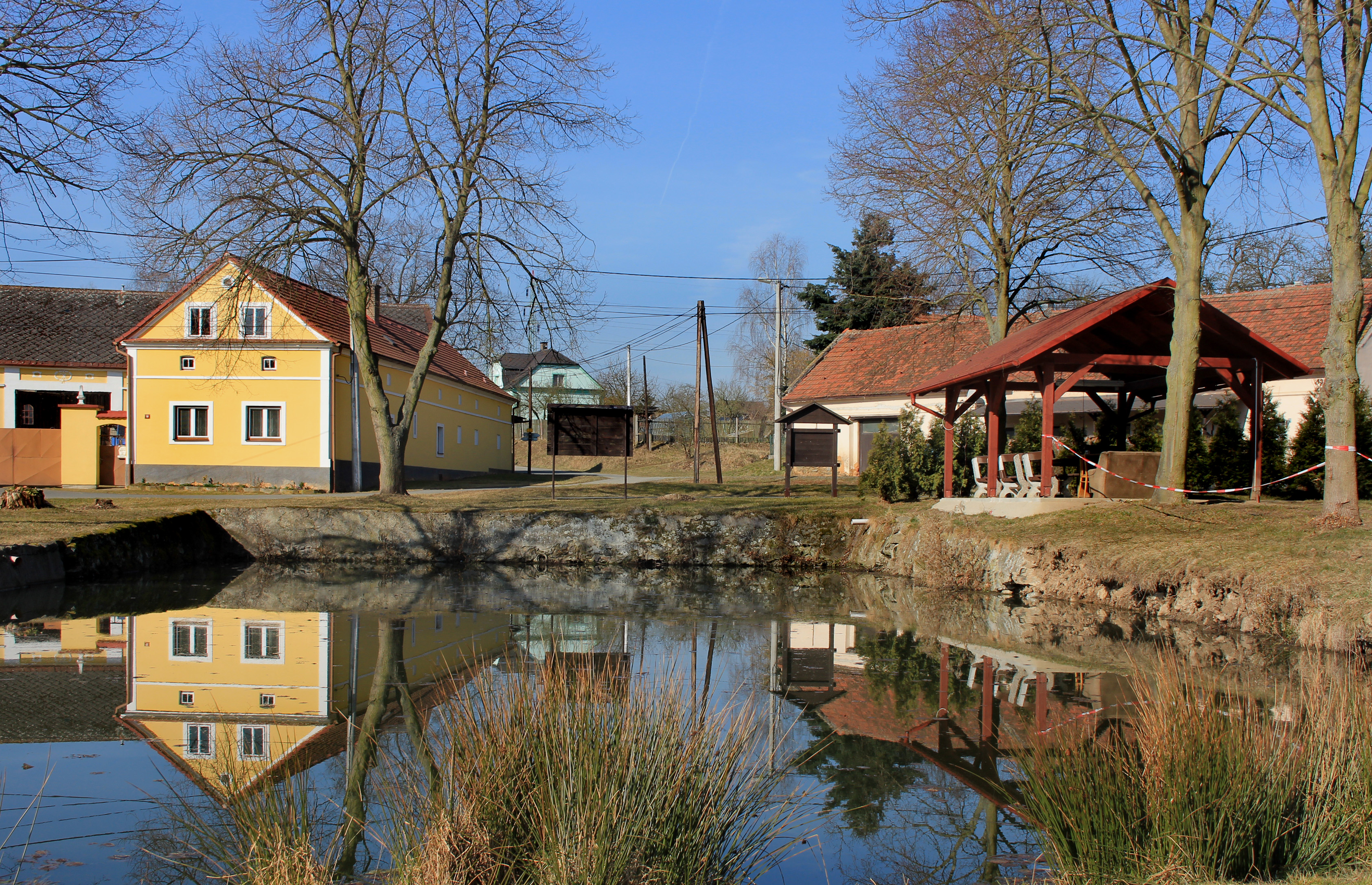
Návesní rybník
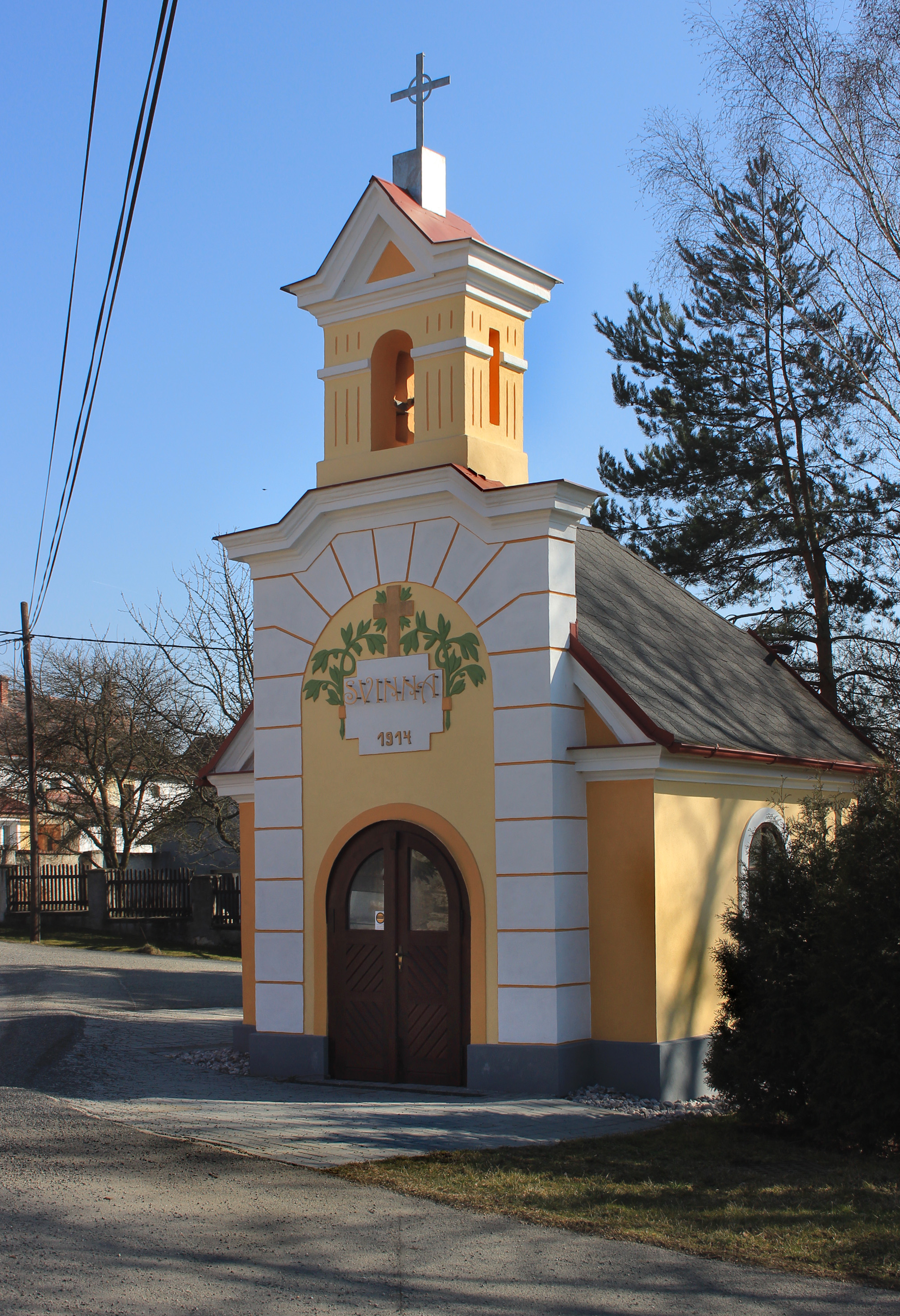
Kaple na návsi
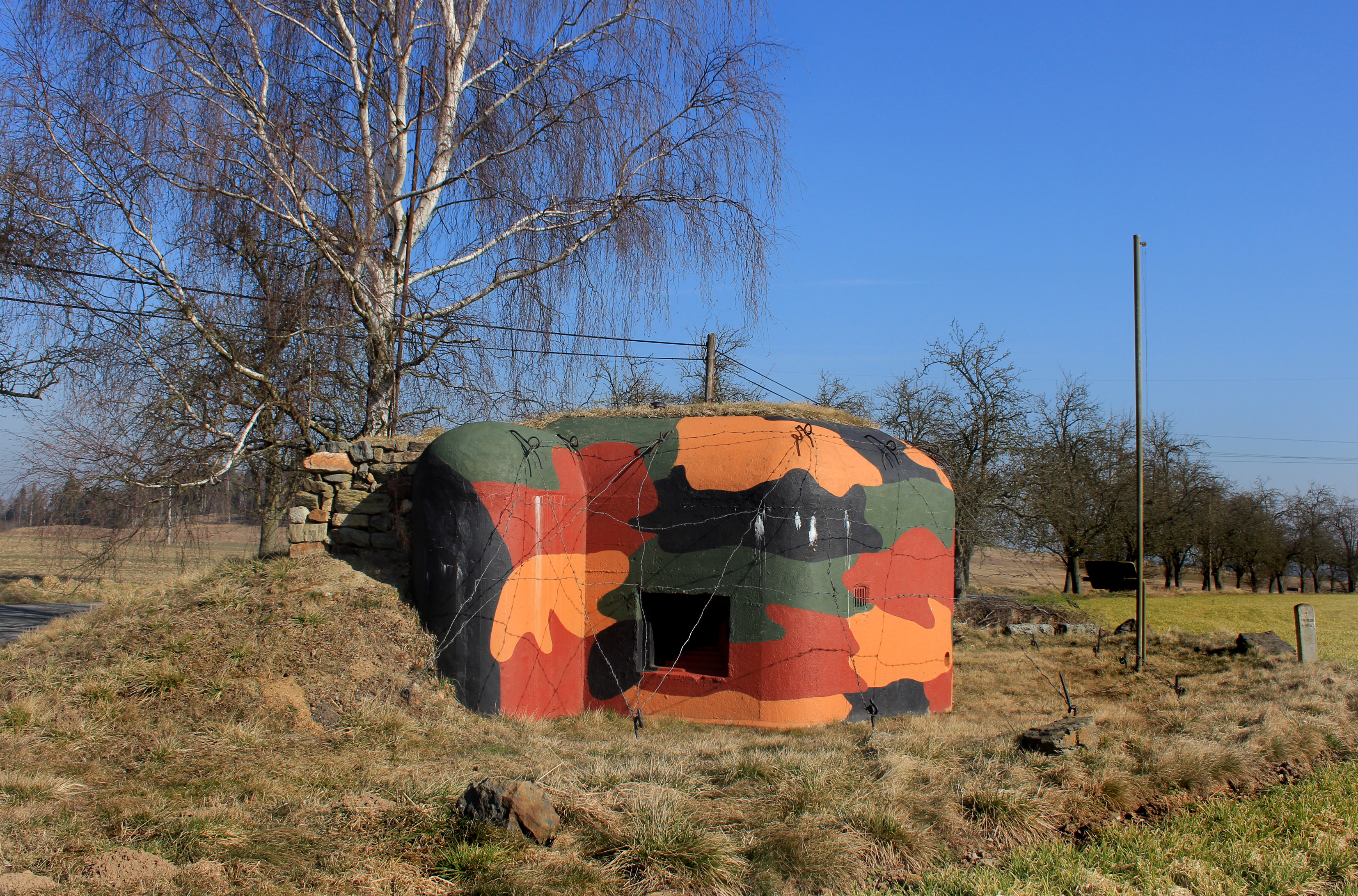
Řopík nad vsí